# Герб Приморського району
Герб Примо́рського райо́ну — офіційний символ Приморського району Запорізької області, затверджений рішенням Приморської районної ради.

## Опис
Герб Приморського району — щит французької форми представляє прямокутник, основа якого дорівнює 8/9 висоти, виступає в середині нижньої частини острієм і має заокруглені нижні кути.
Щит розділений фігурою першого порядку — прямим срібним вилоподібним хрестом, який символізує з'єднання рік Обіточної та Кільтиччя в межах району, що впадають однією річкою в Азовське море, а також символізує переважаючий християнський православний народ, який населяє місто та район.
Ліва третина щита складається з трьох напівмісяців та східного меча золотого кольору в зеленому полі, що символізує історичне минуле міста Ногайськ і повторює символіку герба міста, розробленого в 70-х роках 19 століття герольдмейстером Б. В. Кене.
Верхня частина щита складається з орла — могильника червоно-коричневого кольору з розгорнутими крилами в золотому полі, що символізує стиглі поля пшениці Приморського району. Орел символізує вічність природи цього краю.
Права третина щита складається з риби (осетра) в синьому полі, яка символізує багатство міста та району ресурсами та примиканням території до Азовського моря.
Герб оповито червоною стрічкою і колосками пшениці.